# Lisztes Krisztián (labdarúgó, 2005)
Lisztes Krisztián (Budapest, 2005. május 6.– ) utánpótlás válogatott magyar labdarúgó, a Ferencváros játékosa, kölcsönben az Eintracht Frankfurttól.

## Pályafutása

### Klubcsapatokban
16 éves korában, 2021. július 22-én profi szerződést kötött vele a Ferencváros. Az NB I-ben 2022. május 14-én, a Gyirmót ellen mutatkozott be. A 2–1-re megnyert mérkőzésen 16 percet töltött a pályán és ezzel tagja lett a klub 33. bajnoki címét megszerző csapatnak. 2022. augusztus 25-én debütálhatott a nemzetközi porondon is, az ír Shamrock Rovers ellen 1–0-ra elveszített Európa-liga selejtezőn. 2023. január 6-án meghosszabbították a szerződését a Ferencvárosnál. Második nemzetközi kupameccsét a német Bayer Leverkusen ellen játszotta 2023. március 16-án, az EL nyolcaddöntőjének budapesti visszavágóján. A 2–0-ra elveszített találkozón 1 percet töltött a pályán. A Fradi 4–0-s összesítéssel búcsúzott a sorozattól. 2023. április 2-án megszerezte első gólját az NB I-ben, a MOL Fehérvár ellen csereként beállva duplázott (2–2). Május 1-jén az Újpest ellen – csereként beállva – sikerült gólt szereznie, az FTC által 3–2-re megnyert mérkőzésen, ezzel pedig ő lett a Ferencváros–Újpest-rangadók történetében 1920 óta a legfiatalabb gólszerző.

### Eintracht Frankfurt
A fiatal tehetséget a 2023–2024-es szezon elején vásárolta meg a német top csapat, de kölcsönadta a szezonra az FTC-nek, így a német klubnál 2024 nyarán kezdte meg a felkészülést. A 2024–2025-ös szezont megelőzően szóba került ugyan a kölcsönadása, de végül maradt a Frankfurt kötelékében. Bár a felnőtt csapattal edzett, játéklehetőséget a negyedosztályban szereplő tartalékcsapatban kapott. A Frankfurt 2024 szeptemberében nem nevezte az Európa-liga főtáblás keretébe.
2025. július 8-án a Ferencváros kölcsönvette a 2025–2026-os szezon végéig.

### A válogatottban
A magyar U17-es válogatottban 2021 és 2022 között 12 alkalommal szerepelt, ezeken 4 gólt szerzett. 2022-ben 4 alkalommal lépett pályára az U19-es válogatottban. Az U21-es válogatottban 2023. június 15-én győztes góllal mutatkozott be, a Szlovákia ellen 1–0-ra megnyert felkészülési mérkőzésen.

## Családja
Édesapja Lisztes Krisztián, korábbi 49-szeres magyar válogatott labdarúgó.

## Statisztika

### Klubcsapatokban
2024. szeptember 20-i állapot szerint.
| Klub                        | Szezon         | Bajnokság      | Bajnokság | Bajnokság | Kupa  | Kupa  | Nemzetközi | Nemzetközi | Egyéb | Egyéb | Összesen | Összesen |
| Klub                        | Szezon         | Liga           | Mérk.     | Gólok     | Mérk. | Gólok | Mérk.      | Gólok      | Mérk. | Gólok | Mérk.    | Gólok    |
| --------------------------- | -------------- | -------------- | --------- | --------- | ----- | ----- | ---------- | ---------- | ----- | ----- | -------- | -------- |
| Ferencváros                 | 2021–22        | NB I           | 1         | 0         | —     | —     | —          | —          | —     | —     | 1        | 0        |
| Ferencváros                 | 2022–23        | NB I           | 9         | 5         | 0     | 0     | 2          | 0          | —     | —     | 11       | 5        |
| Ferencváros                 | 2023–24        | NB I           | 20        | 8         | 3     | 2     | 11         | 0          | —     | —     | 34       | 10       |
| Ferencváros                 | Összesen       | Összesen       | 30        | 13        | 3     | 2     | 13         | 0          | —     | —     | 46       | 15       |
| Ferencváros II (kölcsönben) | 2021–22        | NB III         | 20        | 5         | —     | —     | —          | —          | —     | —     | 20       | 5        |
| Ferencváros II (kölcsönben) | 2023–24        | NB III         | 1         | 0         | —     | —     | —          | —          | —     | —     | 1        | 0        |
| Ferencváros II (kölcsönben) | Összesen       | Összesen       | 21        | 5         | —     | —     | —          | —          | —     | —     | 21       | 5        |
| Soroksár (kölcsönben)       | 2021–22        | NB II          | 1         | 0         | —     | —     | —          | —          | —     | —     | 1        | 0        |
| Soroksár (kölcsönben)       | 2022–23        | NB II          | 17        | 3         | —     | —     | —          | —          | —     | —     | 17       | 3        |
| Soroksár (kölcsönben)       | Összesen       | Összesen       | 18        | 3         | —     | —     | —          | —          | —     | —     | 18       | 3        |
| Eintracht Frankfurt II      | 2024–25        | Regionalliga   | 3         | 0         | —     | —     | —          | —          | —     | —     | 3        | 0        |
| Ferencváros (kölcsönben)    | 2025–26        | NB I           | —         | —         | —     | —     | —          | —          | —     | —     | 0        | 0        |
| Teljes karrier              | Teljes karrier | Teljes karrier | 72        | 21        | 3     | 2     | 13         | 0          | —     | —     | 88       | 23       |

1. ↑  Magában foglalja a magyar kupában való pályára lépéseit.
2. ↑  Magában foglalja az Európa-ligában és a Konferencia Ligában való pályára lépéseit.

## Sikerei, díjai

### Játékosként
Ferencváros
- Magyar bajnok (3): 2021–22, 2022–23,[17] 2023–24
- Magyar kupa-ezüstérmes (1): 2023–24